# Bosansko Grahovo
Bosansko Grahovo (v cyrilici Босанско Грахово) je město a opčina v západní Bosně a Hercegovině v Kantonu 10.

## Významní rodáci
- Gavrilo Princip (1894-1918), atentátník na Ferdinanda d'Este
- Milan Galić (1938-2014), jugoslávský fotbalista

## Sídla v opčině
• Bastasi
• Bosansko Grahovo
• Crnac
• Crni Lug
• Donje Peulje
• Donji Kazanci
• Donji Tiškovac
• Duler
• Gornje Peulje
• Gornji Kazanci
• Grkovci
• Isjek
• Jaruga
• Kesići
• Korita
• Luka
• Maleševci
• Malo Tičevo
• Marinkovci
• Mračaj
• Nuglašica
• Obljaj
• Pečenci
• Peći
• Preodac
• Pržine
• Radlovići
• Resanovci
• Stožišta
• Ugarci
• Uništa
• Veliko Tičevo
• Vidovići
• Zaseok
• Zebe.